# Raichur (district)
Raichur is een district van de Indiase staat Karnataka. Het district telt 1.648.212 inwoners (2001) en heeft een oppervlakte van 6839 km².
Hoofdstad: Bangalore
Districten:
Divisie Bangalore: Bengaluru Urban · Bengaluru Rural · Chitradurga · Davanagere · Chikkaballapur · Kolar · Ramanagara · Shimoga · Tumkur
Divisie Belgaum: Bagalkot · Belgaum · Bijapur · Dharwad · Gadag · Haveri · Uttara Kannada
Divisie Gulbarga: Bellary · Bidar · Gulbarga · Koppal · Raichur · Yadgir
Divisie Mysore: Chamarajanagar · Chikmagalur · Dakshina Kannada · Hassan · Kodagu · Mandya · Mysore · Udupi